# Schilfdachkapelle Zum Guten Hirten

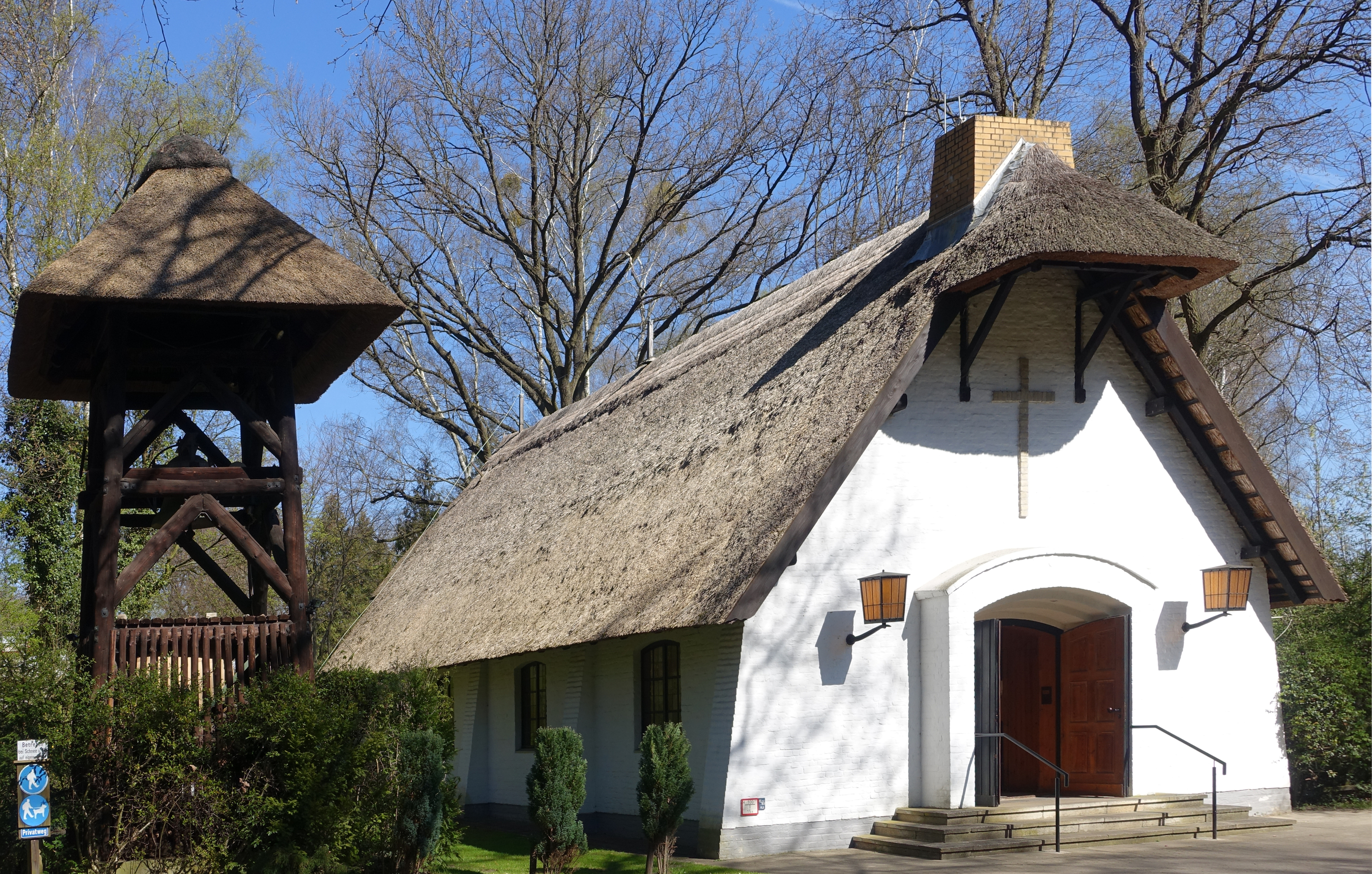
Schilfdachkapelle Zum Guten Hirten

Die evangelische Schilfdachkapelle Zum Guten Hirten steht am Gottfried-Arnold-Weg 10 im Berliner Ortsteil Kladow des Bezirks Spandau. Das denkmalgeschützte Gebäude entstand nach einem Entwurf von Klemens Weigel und wurde am 26. April 1953 eingeweiht.

## Geschichte
Infolge eines Gebietsaustauschs zwischen der Sowjetischen Besatzungszone und dem Britischen Sektor Berlins wurde das Gemeindegebiet von Groß Glienicke 1945 geteilt. Der Westteil wurde Gemeinde im Kreis Nauen. Der Ostteil kam zu West-Berlin und wurde eine Ortslage in Kladow. Nachdem die Grenze zur DDR für West-Berliner undurchlässig geworden war, durften die in Berlin wohnenden Mitglieder der Kirchengemeinde Groß Glienicke nicht mehr zum Gottesdienst in die Dorfkirche nach Groß Glienicke gehen. Pfarrer Stintzing war seit 1947 in der Gemeinde Groß Glienicke tätig und erkannte rechtzeitig, dass er bald nicht mehr nach West-Berlin durfte. Er regte den Bau einer neuen Kirche an und lief von Pontius zu Pilatus, um die Genehmigungen für den Bau einer Kirche in Kladow zu erlangen. Nachdem dies gelungen war, wurde das Baumaterial, wie das Holz für den Dachstuhl oder das Reet für die Dachdeckung, ebenso die Glocke, im Interzonenhandel nach West-Berlin gebracht. Am 26. April 1953 wurde die Kapelle eingeweiht. Die Kirchengemeinde gehört seit dem Bau der Berliner Mauer zum Kirchenkreis Spandau.

## Baubeschreibung
Der Mauerwerksbau ist weiß geschlämmt. Die Giebel der Saalkirche sind seitlich zu abgeschrägten Strebepfeilern erweitert. Das hohe, steile Mansarddach ist mit Reet bedeckt. Das Portal ist durch segmentbogige Gewände gerahmt, darüber befindet sich ein Baldachin in der Form eines vorgezogenen Krüppelwalms. Außerdem wird die Fassade durch ein Mauerwerkskreuz und zwei Laternen geziert.
Die Kanzel, der Altar und die Holzplastik Der gute Hirte wurden von Rudolf Weber entworfen. Die Altarleuchter stammen von Fritz Kühn. Die Rückseite der Kapelle schmückt eine Plastik des Grafikers Rudi H. Wagner. Sie stellt Jesus mit den Emmaus-Jüngern dar.

## Geläut
Die 1954 von Schilling & Lattermann gegossene Eisenhartgussglocke im freistehenden hölzernen Glockenstuhl wiegt 360 kg, hat einen Durchmesser von 99 cm und eine Höhe von 82 cm. Sie klingt auf den Schlagton h'. Ihre Inschrift lautet:

„O, LAND, LAND, LAND, HÖRE DES HERRN WORT.“